# William Osler
William Osler (Bond Head, 12 luglio 1849 – Oxford, 29 dicembre 1919) è stato un medico canadese, definito come uno dei padri della medicina moderna.
Patologo, educatore, grande bibliofilo, storico e scrittore, Osler è stato anche un rinomato burlone.
Osler è considerato il creatore dei moderni sistemi di formazione delle specializzazioni mediche.

## Biografia

### Famiglia
Osler nacque a Bond Head, nel Canada occidentale, da Featherstone Lake Osler e Ellen Free Pickton Osler, e si spostò dopo il 1857 a Dundas in Ontario. Suo padre, Featherstone Lake Osler (1805-1895), figlio del padrone di una barca a Falmouth, in Cornovaglia, fu sottotenente di vascello nella Royal Navy, prestando anche servizio sulla H.M.S. Victory. Da giovane, Featherstone Osler era a bordo della H.M.S. Sappho quando questa fu quasi distrutta da una tempesta nel cuore dell'Atlantico e andò alla deriva per settimane. Successivamente naufragò anche alle Barbados. Nel 1837 si ritirò dalla Navy ed emigrò in Canada, diventando il portaborse di un ministro nel campestre Alto Canada. Al suo arrivo in Canada, lui e sua moglie (Ellen Free Picton) quasi non naufragarono nuovamente, questa volta presso l'Egg Island nel golfo di San Lorenzo. Il buon nonno di William, Edward Osler, è vagamente descritto come un marinaio mercantile o come un pirata, e uno zio di William, un ufficiale medico della Navy, scrisse Life of Lord Exmouth e il poema The Voyage. William aveva numerosi fratelli, tra cui Britton Bath Osler e Sir Edmund Boyd Osler.

### Giovinezza
William Osler trascorse gli anni della giovinezza a Dundas, cittadina canadese, dove frequentò la scuola, distinguendosi fin dall'inizio per un'irrefrenabile vivacità, che oltre all'indiscussa leadership presso i suoi compagni gli procurò anche l'espulsione dalla stessa. Dopo tale avvenimento, che non scosse minimamente né la famiglia né tantomeno il giovane William, la madre decise di collocarlo presso un collegio di Barrie, paese situato a poca distanza, e, quando questo sembrò essere in declino, alla più prestigiosa scuola di Weston, una sorta di Eton provinciale. Anche lì si distinse subito per alcune bravate che gli meritarono alcuni giorni di cella di rigore, insieme a un enorme ascendente sugli amici. Ma l'avvenimento di maggior rilevanza fu l'incontro, avvenuto a Weston, con il rev. William A. Johnson e col dott. James Bovell, il primo sacerdote e naturalista, il secondo medico, formatosi a Toronto presso l'università più tardi frequentata da William. Da essi Osler apprese le qualità che più lo caratterizzarono in seguito, una dolce compartecipazione verso la sofferenza, contenente qualcosa di mistico, e un'instancabile curiosità verso i fenomeni naturali. Insieme a questi due personaggi così particolari, compiva lunghe escursioni in mezzo alla natura canadese, riportandone innumerevoli campioni di qualsivoglia specie floristica e analizzandola immancabilmente al microscopio. In questo modo nacque la spiccata propensione di Osler all'utilizzo del microscopio, che sarà per tutta la vita il suo strumento di ricerca prediletto. Già in questi anni, quindi, William Osler diede dimostrazione delle sue grandi doti naturali, tra le quali spiccavano un'incredibile propensione alla socialità e facilità all'amicizia, unite a un'intensa capacità di apprendimento e di concentrazione.

### Gli anni dell'università
All'età di diciotto anni, nell'autunno 1867, Osler cominciò a frequentare il Trinity College di Toronto (attualmente parte costitutiva dell'Università di Toronto), con l'idea di seguire le orme del padre prendendo gli ordini sacri. A ogni modo, dopo un anno di studi (in cui aveva continuato a frequentare il dott. Bovell e a svolgere con lui ricerche di tipo naturalistico), comprese che la sua vocazione era un'altra e, abbandonando la sua intenzione originaria, si iscrisse alla Toronto School of Medicine. Questa era un'istituzione privata da non confondere con la Facoltà Statale di Medicina dell'Università di Toronto, che non era ancora pronta all'insegnamento. Siamo al punto di svolta decisivo della sua vita. Dopo due anni trascorsi alla Toronto School of Medicine, in cui aveva dimostrato un'eccezionale acutezza nell'osservazione e svolto una buona pratica nello studio di Bovell e nella stanza delle dissezioni, Osler nel 1870 si trasferì alla McGill University a Montréal proprio su suggerimento del suo amico, che invece si trasferì nelle Indie Occidentali Britanniche. Presto entrò nelle grazie del professore di medicina, il prof. Palmer Robert Howard, che divenne per lui un vero amico e mentore. In questo periodo fu molto importante per lui la pratica in uso presso la McGill University di offrire ai propri studenti la possibilità di acquisire una vasta esperienza medica attraverso un prolungato soggiorno in corsia. Terminato l'apprendistato a Montréal, nel luglio 1872 Osler si trasferì per un paio d'anni in Europa, frequentando università straniere e in particolare lavorando come ricercatore in fisiologia a Oxford presso il laboratorio di Burdon-Sanderson, uno dei più all'avanguardia d'Europa nella ricerca. In questo periodo divenne membro della Royal Microscopical Society; nello stesso tempo il lavoro di ricerca diede i suoi frutti, portandolo a scoprire le piastrine presenti nel sangue. Soggiornò brevemente anche a Berlino, dove ebbe modo di apprezzare le riforme sanitarie attuate in quell'epoca da Rudolf Virchow.

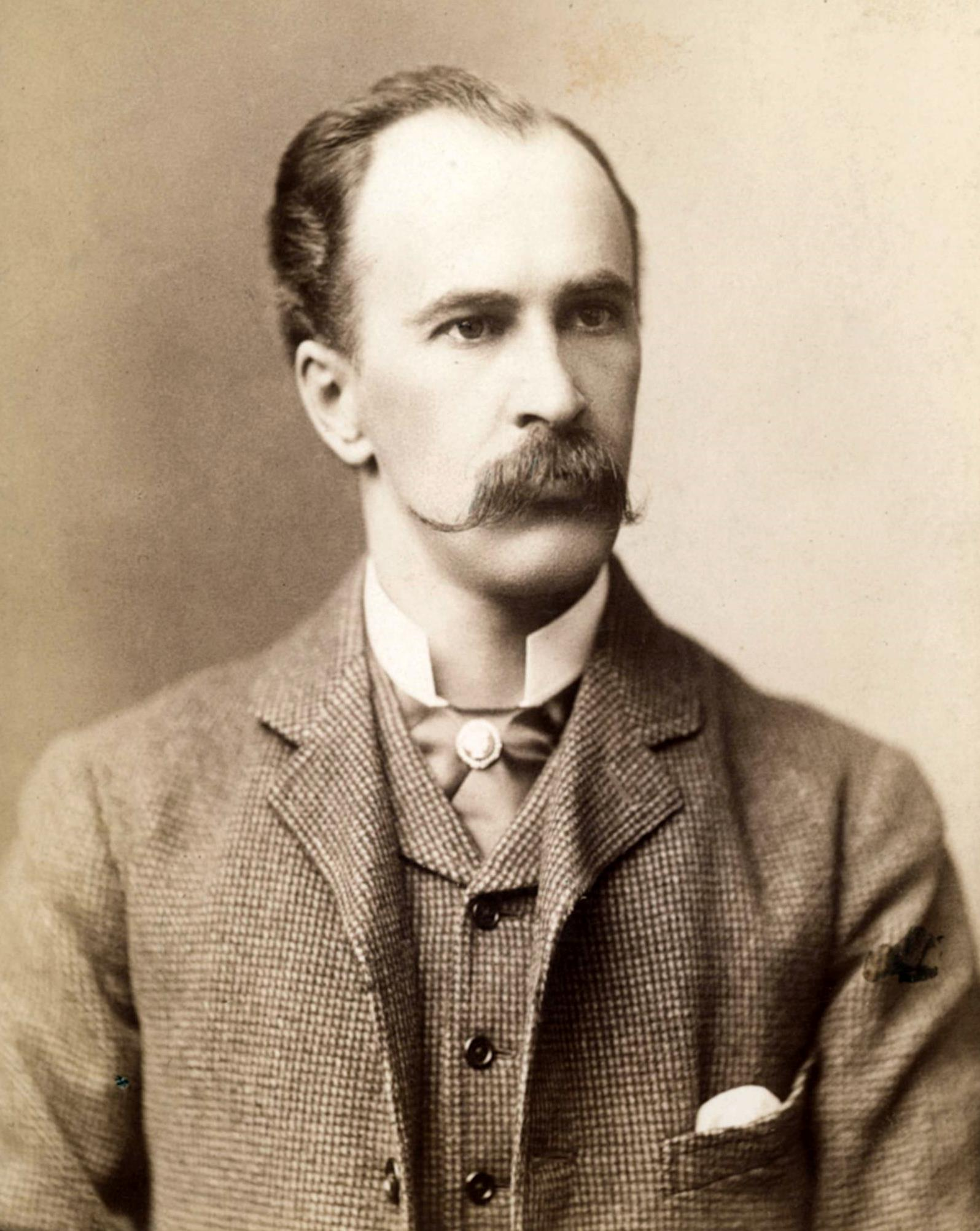
Sir William Osler

### La carriera universitaria

#### Alla McGill University
In seguito a questo intenso e produttivo tirocinio post laurea in Europa, a Osler venne offerto il posto di professore associato presso la McGill University di Montréal su richiesta del suo antico professore Palmer Howard. Dunque lì ritorno nel 1874. La sua attività in questa università divenne ben presto fondamentale e basilare: le lezioni che preparava per i suoi studenti erano briose e brillanti, le ricerche al microscopio, che intraprese fin dall'inizio, erano acute e approfondite. Allo stesso tempo cominciò a lavorare nel reparto del vaiolo presso il Montreal General Hospital, che al tempo contava 150 posti. Così ebbe l'opportunità di studiare una forma di vaiolo assai virulenta e contro la quale talvolta avevano poco effetto le vaccinazioni, e inoltre svolse un'intensissima attività come patologo, svolgendo addirittura 787 autopsie e registrandole di persona in cinque grossi volumi; così quando venne creato il posto di patologo, prima inesistente, gli venne subito assegnato. In tale posizione non mancò neppure di organizzare letture e lezioni pratiche per gli studenti. In questo modo Osler cominciava ad alzare i primi mattoni di una grande carriera. Fu lì che creò il primo Journal Club.

#### A Filadelfia
Nel 1884 Osler ricevette improvvisamente un'inaspettata chiamata da Filadelfia: per il trasferimento del professor Pepper gli veniva offerta la cattedra di clinica medica presso l'Università di Pennsylvania. Nonostante gli sforzi dei professori della McGill, volti a trattenerlo nella sua università, Osler, allettato dalle più ampie prospettive e dai notevoli spazi d'azione offertigli, rispose affermativamente all'invito. Alla McGill University rimaneva l'immane lavoro che Osler vi aveva compiuto; per citare le parole che Harvey Williams Cushing utilizza nella sua biografia di Osler, a loro volta utilizzate da Reid: "[...]ha fondato e supportato un club per studenti di medicina; ha messo in collaborazione la Scuola Medica con l'Università; ha introdotto metodi innovativi per l'insegnamento della fisiologia; ha pubblicato i primi articoli di clinica e patologia di un ospedale canadese; ha operato circa un migliaio di autopsie e realizzato innumerevoli esposizioni al microscopio di campioni molto importanti; ha scritto infinite osservazioni, molte delle quali -bisogna ammetterlo- inutili, ma di cui assai su argomenti di vivo interesse per quel tempo e alcune di importanza capitale; […] ha mostrato il suo coraggio nell'occuparsi delle corsie infestate dal vaiolo, amore per il prossimo nei confronti dei suoi colleghi, dentro e fuori la sua scuola, generosità verso i suoi studenti e fedeltà nello svolgere i suoi compiti; infine le sue molte qualità fuori dall'ordinario gli hanno guadagnato una popolarità mai vista e di una larghezza davvero insolita." Al tempo in cui Osler si trasferì negli Stati Uniti ancora si sentivano forti le conseguenze della guerra di secessione. Il divario tra Nord e Sud del paese era grande: "Il Sud riteneva il Nord incapace di comprendere un cavaliere del Sud, e il Nord sapeva che il Sud non avrebbe mai potuto comprendere un puritano del Nord". Nonostante il suo stupore per le divisioni interne di una pur così grande nazione, William Osler si occupò solamente dell'ambito medico. Anche negli Stati Uniti si conquistò presto la stima dell'ambiente di Filadelfia: gli anziani, i suoi pari, i giovani posti sotto le sue direttive, soprattutto i professori Samuel Gross e Silas Weir Mitchell, rettore dell'università. Per usare un'espressione di uno studente, "He was up", intraducibile in italiano. La sua vita professionale fu estremamente attiva fin dai primi mesi: allestì un piccolo laboratorio di ricerca sul modello di quello alla McGill; Cominciò a svolgere un gran numero di autopsie circondato da folti gruppi di studenti; si prodigò nel visitare ogni giorno le corsie del vicino -numerosi aneddoti possono testimoniare una grande umanità (anche se non sempre manifestata in modo ortodosso) verso i pazienti- insieme ai suoi studenti; inoltre divenne già nei primi mesi membro della Philadelphia Neurological Society, scrivendo anche un paio di monografie sulle malattie nervose infantili. Durante questo periodo i suoi più importanti studi vertevano sulla malaria (una malattia il cui studio anche a Baltimora l'avrebbe interessato per la sua grande incidenza e gravità a livello mondiale, come egli stesso sottolinea e sull'endocardite. Tuttavia quattro anni dopo accadde ciò che mai avrebbero desiderato accadesse i colleghi e gli amici di Osler a Filadelfia: William Osler aveva ricevuto un invito ufficiale da parte del dott. Daniel Coit Gilman, presidente della neonata Johns Hopkins University di Baltimora a insediarsi lì in qualità di professore e aveva deciso di accettare l'offerta. Le possibilità che questo nuovissimo ospedale – l'avanguardia della medicina americana, il primo ospedale del mondo anglosassone a essere diviso in padiglioni specializzati, secondo i criteri stabiliti da Florence Nightingale- poteva aprirgli erano troppo ampie perché egli potesse rifiutare. Gli anni a Filadelfia avevano approfondito notevolmente le conoscenze scientifiche di Osler, e il contatto con grandi professionisti come Samuel Gross in chirurgia, Mitchell e Pepper in medicina era stata un'esperienza importante, che aveva arricchiti e ampliati gli orizzonti di Osler. Al momento di lasciare Filadelfia, nel 1889, nel suo addio trattò di quella che riteneva una delle virtù fondamentali di un buon medico, l'Aequanimitas: questa rappresentava il lato mentale, spirituale, di quella che Osler considerava una "giudiziosa misura di ottusità", ovvero l'imperturbabilità, l'apparente insensibilità che il buon medico deve dimostrare di fronte al paziente, segno di serenità e sicurezza anche nella difficoltà. Questa sorta di accettazione nell'ottica di Osler andava di pari passo con le virtù del coraggio, della pazienza e dell'onore.

#### Al Johns Hopkins, Baltimora
Nel 1889 diventò dunque il primo capo dello staff al Johns Hopkins Hospital, e nel 1893 uno dei primi professori di medicina alla Johns Hopkins University a Baltimora. Era questa, al tempo in cui Osler vi giunse, una realtà tutt'altro che facile: i 7 000 000 di dollari che il benefattore Johns Hopkins aveva lasciato per la fondazione della nuova struttura erano finiti, e la collaborazione che si doveva instaurare fin dall'inizio fra l'università e il vicino ospedale stentava, a causa delle difficoltà trovate dal primo presidente a intessere relazioni fruttuose colla gente di Baltimora, di carattere non facile ed eccessivamente tradizionalista. Ebbene, con lo slancio e la capacità di coinvolgimento che lo caratterizzavano, Osler in poco tempo riuscì a guadagnarsi la stima e la fiducia di tutti. A capo della nuova università si venne a creare dunque un gruppo di giovani ed eccellenti medici, i cosiddetti "Big Four", di cui Osler era leader indiscusso (oltre che il componente più anziano, con i suoi 40 anni): William Henry Welch alla cattedra di patologia, William Stewart Halsted, a chirurgia, Howard Atwood Kelly a ginecologia e, naturalmente, William Osler a medicina interna. Anche qui Osler non perse tempo: la biblioteca dell'Università del Maryland era in decadimento e Osler – grande bibliofilo e appassionato di letteratura e di storia della medicina – negli anni che trascorse lì la incrementò costantemente fino a farla contenere circa 15 000 volumi, dalle poche centinaia iniziali; creò un nuovo Journal Club, il Johns Hopkins Hospital Bullettin; fondò una società per lo studio della tubercolosi, chiamata The Laennec dal nome dell'inventore dello stetoscopio, René Laennec. Nel frattempo continuava l'ampliamento della Johns Hopkins, e alla fine del 1889 venne inaugurata la scuola di infermieristica; inoltre rimaneva in atto il progetto di una Scuola di Medicina, ma ancora mancavano i fondi. In questo periodo, esattamente nel dicembre 1891, Osler terminò la stesura del suo testo di medicina interna The Principles and Practice of Medicine, dedicato ai suoi primi maestri, William Arthur Johnson, James Bovell e Palmer Robert Howard. Questo trattato rimarrà per i 40 anni a seguire il più utilizzato in tutto il mondo. Tra l'altro dobbiamo a questo libro la nascita del Rockefeller Institute of Medical Research: al tempo il magnate del petrolio cercava un modo di investire una parte delle sue enormi sostanze, quando gli capitò sotto mano il trattato di Osler; la chiarezza e la profondità di questo lo illuminarono e decise di istituire un centro di ricerca biomedica. Ora il Rockefeller Institute è uno dei centri di ricerca più importanti del mondo e ha sfornato finora 23 vincitori del Premio Nobel. Il 1891 è anche l'anno del suo matrimonio. Poiché aveva ormai 42 anni e una posizione consolidata, decise che era tempo di sposarsi e prese in moglie la sig.ra Gross, vedova del dott. Samuel Gross di Filadelfia. Le nozze avvennero in gran segreto e solo due o tre intimi erano a conoscenza della cosa. Gli altri seppero tutto in seguito, a fatto avvenuto. L'anno 1893 è una data fondamentale per il Johns Hopkins, poiché in questa data si trovarono finalmente i fondi per aprire la tanto desiderata School of Medicine. Le vicende a ciò legate sono particolari, dal momento che gli augusti medici del Johns Hopkins dovettero ringraziare e in un certo qual modo piegarsi a un gruppo di intraprendenti signore, capitanate da Miss Mary Garrett, che si offersero di procurare la somma critica di 500 000 $ a condizione che le donne fossero ammesse alla scuola con gli stessi criteri degli uomini. Il consiglio dovette accettare, divenendo la prima facoltà di medicina con tali prerogative. Ormai conosciamo il modo di condurre le cose di William Osler. Attivissimo l'impegno in corsia, brillanti le sue lezioni, grande la sua energia nelle attività esterne, in giornali, circoli, serate con amici e studenti da cui era immancabilmente idolatrato; la cosa fondamentale, però, era il fatto che aveva un intero ospedale sotto il suo controllo: in tal modo egli poteva esprimere al meglio sé stesso e le sue idee in fatto di organizzazione clinica. A questo punto egli introdusse uno dei più significativi apporti alla pratica medica che da lui abbiamo ricevuto in eredità: volle fortemente che gli studenti frequentassero più le corsie dell'ospedale che le aule di lezione, affermando che era essenziale per la formazione di un medico un tempestivo contatto col paziente. Questa innovazione era già stata attuata da qualche altra parte, ma Osler fu il primo ad applicarla con sistematicità; a partire da lui quindi essa si diffuse in tutto il mondo. Osler era diventato il vero pilastro del Johns Hopkins: basti pensare che in un momento di particolare difficoltà per l'ospedale, quando un incendio aveva distrutto una parte di esso e causato danni per 400 000 $, fu egli a ottenere da John Davison Rockefeller un fondo di mezzo milione di dollari per le necessità dell'ospedale. Ma anche l'era dorata del Johns Hopkins doveva prima o poi finire, per far spazio a gloria ancora maggiore. Nell'anno 1904 il professor John Scott Burdon-Sanderson, famoso fisiologo, rese nota la sua intenzione di rassegnare le dimissioni dalla carica di Regius Professor of Medicine di Oxford; interrogato sul possibile successore, egli esclamò: "È proprio lui l'uomo giusto!", riferendosi a Osler, e subito gli scrisse una lettera d'invito. Per dirla con le parole di E.G.Reid: "La notizia cadde come una mazzata su Baltimora. Quelli erano giorni tristi. Non sembrava esserci alcuna compensazione per la sua perdita." Quello che aveva fatto a Baltimora rimaneva comunque grandioso; riferendosi a quegli anni scrive il Dr. William Henry Welch, sempre citato da E.G. Reid: "La grande opportunità di Osler arrivò con la chiamata alla Cattedra di Medicina al Johns Hopkins Hospital nel 1889. Qui trascorse i suoi anni dorati, i sedici più produttivi della sua vita, e qui realizzò i suoi due più grandi contributi alla medicina, il più importante dei quali fu la creazione della prima clinica degna di questo nome in un paese anglofono, e l'altro fu la pubblicazione nel 1892 del suo trattato, che presentava -con rara abilità letteraria e ineguagliato successo- i principi e la pratica della medicina in modo per la prima volta adeguato e completo in lingua inglese dopo i rivoluzionari cambiamenti apportati dalla moderna batteriologia."

#### A Oxford
Nel 1905 dunque William Osler fu nominato alla Cattedra Regia di Medicina a Oxford, carica che mantenne fino all'anno della sua morte. Gli antichi collegi e gli alberi centenari erano qui vere novità per il medico americano: essi gli entrarono nel cuore, ma non abbastanza da fargli dimenticare il suo amore per la vita attiva, per le visite in corsia, per l'intenso impegno universitario. Fin dall'inizio egli divenne un membro del Board of Curators della Bodleian Library a Oxford, che rappresentava per lui l'incarnazione della biblioteca ideale, con la sua raccolta di antichi testi del XIV secolo e dei successivi, con i suoi polverosi atti, di cui uno firmato da Enrico VI d'Inghilterra, i suoi in folio. A questo periodo risale il famoso ritratto dei "Big Four" (Osler, Welch, Kelly e Halsted) per opera del pittore John Singer Sargent: i suoi vecchi colleghi erano infatti andati in quell'occasione a trovarlo in Inghilterra. Nel 1907 fu lui a proporre l'idea di fondare la "Association of Physicians of Great Britain and Ireland", che ebbe come suo organo ufficiale la prima rivista medica mai stampata dall'"Oxford University Press", il Quarterly Journal of Medicine. Divenne anche collaboratore del Christ Church College a Oxford. In questi anni fu particolarmente attivo il suo impegno nella lotta alla tubercolosi, una malattia che stava piagando l'intero mondo occidentale. Due erano i fattori indispensabili: entusiasmo per il lavoro e perseveranza. A un certo momento Osler avvertì che era venuto il tempo di prendersi una lunga vacanza. Con le parole di Harvey Cushing, riportate da E.G. Reid: "Poiché aveva finito di rivedere il suo trattato, era un dato di fatto che sarebbe senza tante cerimonie uscito da casa sua un primo di ottobre (1908) con in mano null'altro che una valigia, come se si preparasse a un fine settimana di vacanza piuttosto che per la lunga assenza necessaria ad assicurargli un accurato spolvero della mente." Si recò quindi a Parigi, dove non mancò di visitare la tomba di Marie François Xavier Bichat, e dove fu raggiunto dalla triste notizia della morte del dott. Gilman; si diresse poi, sempre con la moglie, a Roma, dove lo avvinse il fascino delle antiche vestigia romane. Successivamente andò a Firenze, Venezia, Verona, Padova, Milano. Tornato in Inghilterra per Pasqua, Osler terminò questo suo anno sabbatico negli Stati Uniti e in Canada. Nel 1911 Osler ebbe la grande sorpresa di venir proclamato Baronetto nella Coronation Honours List per i suoi grandi contributi nel campo della medicina. Nel 1913 diede un ciclo di letture presso l'Università di Yale, raccolte poi col nome di The evolution of modern medicine, un testo particolarmente significativo perché riunisce la storia della medicina dagli albori fino a quel momento.

### Gli anni della guerra e la morte
Il 1914 cominciò nel modo usuale: Osler continuava a intrattenere le solite numerose relazioni con gli ambienti medici di tutto il mondo, presiedeva alle riunioni della Bibliographical Society. Inoltre risale a quest'anno l'idea di elaborare la Bibliotheca Osleriana, che raccogliesse in un catalogo commentato tutti i libri della sua collezione. Il 29 giugno 1914 scoppiò la prima guerra mondiale, con la dichiarazione di guerra fatta dall'Impero asburgico alla Serbia. Sia Osler sia sua moglie furono subito molto impegnati nelle attività sanitarie legate alla guerra, come organizzazione di ospedali, ricoveri, infermerie, ricerca di medicine contro le più comuni malattie che colpivano i soldati. Insieme a tutti gli altri soldati di leva, anche il figlio di Osler, Edward Revere Osler, dovette partire per la guerra. Dopo aver fatto parte dei servizi ospedalieri per un po'  di tempo, Revere si fece trasferire all'artiglieria, che venne successivamente mandata della Fiandre in Francia. Nel 1917 si ebbe l'entrata in guerra degli Stati Uniti, in seguito all'affondamento, da parte di un sottomarino tedesco, del transatlantico RMS Lusitania. In Inghilterra si accolse la notizia con gioia. ma per Osler questa non durò a lungo: il 29 agosto 1917 il sottotenente Edward Revere Osler venne colpito da un proiettile esplosivo mentre avanzava con la sua batteria sulle colline di Ypres. La tomba del sottotenente Osler è a Dosingham, nel Cimitero Militare di West-Vlaanderen, Belgio. Poetica è la descrizione che Harvey Cushing fa del suo funerale, ripresa da E.G. Reid:: "Lo vedemmo seppellire la mattina presto. Un umido prato delle Fiandre accanto a un boschetto di piccole querce, verso la fine della foresta di Dosingham -una giornata coperta e ventosa, autunnale-, i lunghi filari di semplici croci di legno -fossati mezzi pieni d'acqua, scavati da operai cinesi dai piccoli elmetti-, il ragazzo avvolto in un mantello militare e coperto da una bandiera britannica consunta dalla pioggia, portato sulle spalle da quattro barellieri che scivolavano. Uno strano quadro -il pro pro pronipote di Paul Revere sotto una bandiera britannica, e sei o otto ufficiali medici statunitensi che si occupavano di lui-, attristato dai pensieri che correvano al padre di lui." William Osler ne ebbe il cuore spezzato. L'unica medicina per il dolore era il tempo, riempito dal duro lavoro in ospedale. In lui non v'era spazio per l'amarezza o per sentimenti di vendetta, ma la vita si stava assottigliando, lasciando solo, in quegli ultimi momenti, amore e preoccupazione per il prossimo, spesi al letto di ogni paziente. Il suo settantesimo compleanno cadde il 12 luglio 1919. La stampa statunitense, canadese e britannica non mancò di pubblicare uno "speciale Osler" per celebrare l'avvenimento. Poco dopo i festeggiamenti Osler venne colpito da un acuto attacco di broncopolmonite. Scrive E.G. Reid: "La fine venne per lui leggera e piena di pace, il pomeriggio del 29 dicembre. Egli ci lasciò nella fede assoluta di una gioiosa resurrezione. Molti possono non avere questa fede; e per coloro che lo conobbero fu egli stesso il loro lampo nell'oscurità." I funerali si tennero in gran pompa nella Cattedrale di Christ Church, con la partecipazione di moltissime persone. William Osler merita a pieno titolo di risiedere tra i grandi medici che hanno fatto la storia della moderna medicina, per il suo straordinario interesse verso ogni cosa, per la sua grande umanità, per il fatto che ha rivoluzionato l'insegnamento clinico e scritto un testo fondamentale per la medicina interna.

## Il personaggio
Osler fu autore prolifico e buon collezionista di libri e di altri materiali rilevanti per la storia della medicina. Destinò la sua libreria alla McGill University dove si formò il reparto McGill University's Osler Library of the History of Medicine, che aprì nel 1929. Il catalogo stampato e largamente annotato della sua donazione è intitolato Biblioteca Osleriana: un catalogo di libri illustranti la storia della medicina e della scienze, collezionato, organizzato e annotato da Sir William Osler, BT. E lasciato in Eredità alla McGill University. La sua collezione di oggetti di storia della medicina la regalò invece alla Johns Hopkins. Fu indispensabile nella ricerca della Medical Library Assos in Nord America e vi prestò servizio come secondo Presidente dal 1901-1904. In Inghilterra fu il primo (e unico) Presidente della Medical Library Association della Gran Bretagna e dell'Irlanda. Fu anche presidente della Bibliographical Society of London (1913). Un notevole contributo di Osler alla medicina fu la sua insistenza nel volere che gli studenti imparassero di più dalla familiarità col paziente insediandosi stabilmente nel college universitario della scuola medica. Questa idea si diffuse all'interno del mondo dell'English-Speaking e rimane tutt'oggi viva nella maggior parte degli ospedali in cui si insegna. Attraverso questo sistema, i medici in tirocinio sostengono e completano lo staff medico dell'ospedale. L'organizzazione della residenza si fondava su una struttura piramidale formata da molti reparti, meno assistenti residenti e un singolo capo residente, che occupasse quella posizione per anni. Nel 1889 Osler accettò il ruolo di Medico-Capo al Johns Hopkins Hospital a Baltimora, appena fondato. Lì incrementò velocemente la sua reputazione come clinico e grande insegnante. Sotto la sua guida l'ospedale conobbe una rapida e significativa espansione: nel primo anno di costruzione, quando lo stesso ospedale era costituito da soli 220 letti, furono curati 788 pazienti per un totale di oltre 15 000 giorni di trattamento. Sedici anni dopo, quando Osler si trasferì a Oxford, oltre 4 200 pazienti erano tenuti in cura per un totale di circa 110 000 giorni di trattamento. Osler insistette che i suoi studenti di medicina si avvicinassero all'ambiente ospedaliero prima di quanto non avvenisse nel loro tirocinio di allora; fin dal terzo anno gli stessi dovevano eseguire l'anamnesi dei pazienti, operare controlli sia fisici sia di laboratorio, esaminando secrezioni, sangue ed escrezioni invece di sedersi nelle aule di lettura a prendere appunti; diminuì inoltre il numero delle letture didattiche. Una volta espresse persino la speranza che sulla lapide della sua tomba venisse riportato: "Egli portò i suoi studenti in medicina nei reparti per l'insegnamento tra i malati". E ancora: "Non desidero altro epitaffio se non l'affermazione che ho insegnato agli studenti di medicina a stare nelle corsie, poiché ritengo che questo sia di gran lunga il più utile e importante lavoro che sono stati chiamati a fare." Un contemporaneo di Osler, il medico olandese P.K. Pel, condivise con quest'ultimo l'entusiasmo per il cambiamento operato nel metodo d'insegnamento medico, tenuto al capezzale dei pazienti piuttosto che nelle aule. Oggi è chiaro che Osler merita di essere definito forse il medico più influente e l'insegnante che ha radicalmente cambiato il modo di insegnare la medicina negli Stati Uniti, la cui influenza si fece sentire nelle le scuole mediche di tutto il mondo. È importante notare, tuttavia, che Osler– anche se il più importante - non era l'unico medico che portava avanti idee simili e che cercava di realizzare importanti cambiamenti nella formazione medica.

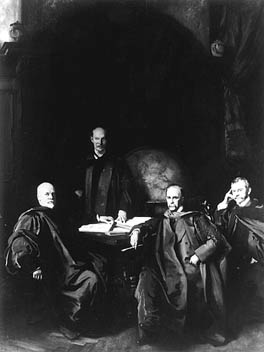
I Quattro Medici di John Singer Sargent, 1905, i quattro che fondarono il Johns Hopkins Hospital. L'originale è tenuto alla William H. Welch Medical Library di Johns Hopkins University.
Da sinistra a destra: William Henry Welch, William Stewart Halsted, Osler, Howard Kelly.

Da docente al Johns Hopkins, Osler istituì inoltre il tempo pieno, con il sistema di residenza sleep-in in base al quale i medici del personale vivevano nel palazzo dell'amministrazione dell'ospedale. Secondo quanto stabilito, la residenza era a tempo indeterminato e una lunga permanenza era di regola. I medici trascorrevano come residenti fino a sette o otto anni, durante i quali conducevano una vita quasi claustrale. Il contributo alla medicina di cui Osler andava più fiero era la sua idea di clerkships. Gli studenti del terzo e del quarto anno lavoravano nelle corsie con i pazienti. Ha messo in pratica l'insegnamento tra i malati facendo il giro dei pazienti con una manciata di studenti, al punto che un suo studente si riferì al suo metodo come "incomparabilmente approfondito esame fisico."
Osler è ben noto nel campo della gerontologia per il discorso che pronunciò al momento di lasciare l'Hopkins per diventare il Regius Professor of Medicine a Oxford. Osler aveva una sviluppata vena umoristica e il suo discorso del 22 febbraio 1905 s'intitolò The Fixed Period, come il romanzo distopico-satirico omonimo di Anthony Trollope cui era ispirato. Nel romanzo, nello stato immaginario di Britannula era previsto che a 67 anni gli uomini venissero costretti alla pensione e dopo un anno sottoposti a eutanasia, in quanto ormai improduttivi. Osler nel discorso sosteneva che "l'attività più ricca e produttiva dell'uomo viene svolta tra i 25 e i 40 anni" e che di lì in avanti ci fosse un deterioramento progressivo. I toni del discorso di Osler vennero fraintesi e gli fruttarono gli attacchi della stampa popolare, su cui apparvero articoli intitolati "Osler raccomanda il cloroformio a sessanta". Il discorso The Fixed Period è incluso nel suo libro di consigli raccolti, Aequanimitas with other Addresses to Medical Students etc. Burlone inveterato, ha scritto diversi pezzi umoristici sotto lo pseudonimo di "Egerton Yorrick Davis", anche ingannando i redattori del Philadelphia Medical News, con una relazione sul presunto fenomeno del Penis captivus. Fu inoltre autore di numerosi aforismi, tra lo spiritoso e il proverbiale. Amava dire: "Colui che studia medicina senza libri naviga un mare non ben delineato, ma chi studia medicina senza paziente al mare non ci è mai andato." È anche ricordato per aver detto: "Se voi ascoltate attentamente il paziente vi dirà lui stesso la diagnosi", il che sottolinea l'importanza di prendere sul serio l'anamnesi. Per tutta la sua vita Osler fu un grande ammiratore di un medico e filosofo del XVII secolo, Sir Thomas Browne, nonché possessore di tutte le 55 edizioni del capolavoro di quest'ultimo, il Religio Medici. Nel 1994 il suo nome è stato introdotto nel Canadian Medical Hall of Fame.
Osler è stato un autore prolifico e un oratore pubblico. Il suo stile oratorio e letterario sono lucidi e concisi, ricchi di rimandi classici e letterari. La sua opera più famosa, The Principles and Practice of Medicine è rapidamente diventata una Bibbia per gli studenti. È stata pubblicata in molte altre edizioni fino al 2001 e fu tradotta in molte lingue. (Vedi "Osler Library Studies" in History of Medicine vol. 8.A History of William Osler's The Principles and Practice of Medicine by Richard Golden. ISBN 0-7717-0615-4. Disponibile dalla Biblioteca Osler). Anche se proprio il suo libro di testo è stato quello di maggiore influenza in medicina per molti anni, Osler definì il "Canone" di Avicenna come "il più famoso libro sulla medicina che sia mai stato scritto". Osler aveva osservato che il "Canone" era rimasto "una bibbia medica per un periodo più lungo rispetto a qualsiasi altro lavoro." I saggi di Osler erano importanti guide ai medici. Il titolo del suo saggio più famoso, Aequanimitas, sull'importanza dell'imperturbabilità, è il motto per lo stemma della famiglia Osler e viene utilizzato per la cravatta Osler housestaff e per la sciarpa al Johns Hopkins.
È morto all'età di 70 anni, nel 1919, durante l'epidemia di influenza spagnola. Sua moglie, Grace, ha vissuto altri nove anni, ma fu stroncata da una serie di malanni. Le ceneri di Sir William Osler e di sua moglie ora riposano in una nicchia all'interno della Biblioteca Osler alla McGill University. Lady Osler (Grace Revere) era nata a Boston nel 1854, il suo bisnonno paterno era Paul Revere. Nel 1876 si era sposata con Samuel W. Gross, detentore della cattedra di Chirurgia al Medical College di Filadelfia, che morì nel 1889. Nel 1892 sposò William Osler. Nel 1925 una monumentale biografia di William Osler è stata scritta da Harvey Cushing, che per questo lavoro nel 1926 ha ricevuto il Premio Pulitzer per la biografia. Una più tarda ed equilibrata biografia fu scritta da Michael Bliss ed è stata pubblicata nel 1999. Una frase che può essere considerata il sunto della filosofia di vita di William Osler, e che E.G. Reid riporta è: "La pratica della medicina è un'arte, non un commercio; una chiamata, non un affare; una chiamata in cui il tuo cuore avrà ruolo pari a quello della tua mente [...] E l'ultima lezione che puoi trarne è la più difficile di tutte - che la legge della vita più elevata trova la sua completezza unicamente nell'amore, nella Carità!"

## Opere principali

### In italiano
- L'evoluzione della medicina moderna, Prefazione di Luca Borghi, EDIScience, Floridia 2010, pp. 310

## Eponimi
Osler ha dato il suo nome a molte malattie e sintomi; ha inoltre avuto strade ed edifici intitolati a lui. Ha preferito invece chiamare sindrome di Pickwick la sindrome delle apnee-ipopnee ostruttive durante il sonno (OSAS): "la descrizione di Joe, "il ragazzo grasso" nel romanzo di Dickens Il circolo Pickwick, è infatti una descrizione clinica accurata dell'OSAS nell'adulto".

### Malattie e sintomi
- Un segno di Osler è il riconoscimento di un'alta pressione sistolica del sangue dovuta alla calcificazione delle arterie ateroscleriotiche.
- I noduli di Osler compaiono sulla punta delle dita della mano o dei piedi. Sono caratteristici di una vasculite autoimmune che è suggestiva di endocardite batterica subacuta. Di solito sono dolorosi, sono differenti dalle lesioni di Janeway che sono causa di emboli e sono indolori.
- Il morbo di Rendu Osler Weber[63] (anche conosciuto come teleangectasia emorragica ereditaria) è una sindrome di malformazioni multiple vascolari della pelle, sul naso e nella mucosa orale, nei polmoni e in qualsiasi altro posto.
- Il morbo di Osler-Vaquez, anche conosciuto come policitemia vera.
- La sindrome di Osler-Libman-Sacks è un'endocardite verrucosa, non batterica e atipica. Stadio finale del lupus erythematosus.
- La filaria di Osler è un Nematode parassitico.
- Manovra di Osler: nella pseudoipertensione, la pressione del sangue misurata con lo sfigmomanometro è alta a causa della calcificazione delle arterie. La manovra di Osler prende un paziente che ha una palpabile, anche se senza polso, arteria radiale, mentre il bracciale della pressione sanguigna viene gonfiato a misurazione della pressione sistolica, in tal modo essi sono considerati "segni di Osler."
- La sindrome di Osler riguarda ricorrenti dolori che si manifestano sotto forma di coliche, con tipiche radiazioni alla schiena, brividi di freddo e febbre; a causa della presenza di un diverticolo di Vater di una colelitiasi libera di muoversi che è più larga dell'orifizio.
- La triade di Osler: associazione di polmonite, endocardite e meningite.
- La Sphryanura osleri è un verme trematode.

### Edifici
- Sir William Osler Elementary School - Scuola Elementare a Vancouver, British Columbia
- Sir William Osler Elementary School (Dundas) - Hamilton-Wentworth District School Board]Scuola Elementare a Dundas, Ontario.
- http://www.tdsb.on.ca/SchoolWeb/_site/viewitem.asp?siteid=10000&pageid=5942&menuid=682[collegamento interrotto], Toronto, Ontario
- Sir William Osler Public School Simcoe County District School Board Elementary School a Bradford West Gwillimbury, Ontario e a 3 km dal luogo della sua nascita, Bond Head, Ontario.
- Osler Library of the History of Medicine, McGill University, Montreal. Osler lasciò una collezione di 8 000 volumi sulla storia della medicina al suo alma mater. La biblioteca ora contiene più di 100 000 libri ed è "de facto" la biblioteca nazionale canadese.
- Promenade Sir-William-Osler adiacente alla McGill University a Montréal, Québec e conducente al McIntyre Medical Sciences Building, che ospitò Osler Library of the History of Medicine (formalmente la parte alta della Rue Dummond).
- William Osler Health Centre, rinominato nel 1998 è un'unione di Peel Memorial Hospital, a Brampton, Ontario, Etobicoke General Hospital a Toronto, Georgetown District Memorial Hospital che attualmente è unito al Halton Health Care e al Brampton Civic Hospital che aprì nel tardo 2007.
- La casa di Osler è un rifugio per studenti di medicina alla Oxford University e si trova al John Radcliffe Hospital a Oxford. Prevede un'area comune di intrattenimento, computer e Sandwitch ben fatti.
- Nel 1999, la Johns Hopkins University School of Medicine creò the Osler Textbook Room, in una stanza del Billings Building dove Osler scrisse "Principles and Practice of Medicine". Ospitò una collezione di memorabili di Osler.
- Nel 2002 il Johns Hopkins University School of Medicine stabilì che l'Osler Center for Clinical Excellence era adatto all'insegnamento di "the basic elements of a sound doctor patient relationship".
- Osler Hall è il nome di una sala per cenare al Trinity College School, Port Hope, Ontario.